# Armenia en los Juegos Olímpicos de Salt Lake City 2002
Armenia estuvo representada en los Juegos Olímpicos de Salt Lake City 2002 por nueve deportistas, cinco hombres y cuatro mujeres, que compitieron en cuatro deportes.
El portador de la bandera en la ceremonia de apertura fue el esquiador alpino Arsen Harutyunyan. El equipo olímpico armenio no obtuvo ninguna medalla en estos Juegos.